# Goodyear Tire and Rubber Company
Goodyear Tire & Rubber Company («Гудьир Тайр энд Раббер») — американская международная компания, производитель шин и других резинотехнических изделий, а также полимеров для автомобильного и промышленного рынков. Основана в 1898 году в городе Акрон в штате Огайо; главное управление находится в этом городе и в настоящее время. Goodyear производит шины для легковых и грузовых автомобилей, мотоциклов, гоночных машин, самолётов, сельскохозяйственной и землеройно-транспортной техники.
В списке крупнейших публичных компаний мира Forbes Global 2000 за 2022 год Goodyear заняла 1234-е место. В списке крупнейших компаний США Fortune 500 заняла 209-е место.
Компания названа в честь Чарльза Гудьира, изобретателя вулканизированной резины.
Основатель Goodyear Фрэнк Зиберлинг сделал символом компании таларию — мифическую крылатую сандалию. Goodyear хорошо узнаваема за счёт ещё одного своего символа — дирижабля. Компания выпускала аэростаты с начала XX века, а в 1925 году был запущен первый рекламный дирижабль. Сегодня дирижабли Goodyear считаются одним из известнейших рекламных образов в США.

## История
Первое предприятие открылось в городе Акрон, штат Огайо, в 1898 году. Фрэнк Зиберлинг выкупил заброшенный картонный завод на берегу и основал компанию The Goodyear Tire & Rubber Company. Она производила шины для велосипедов и экипажей, накладки для лошадиных подков и фишки для игры в покер.
В 1901 году Goodyear поставляла Генри Форду гоночные шины. В 1903 году председатель правления Goodyear Пол Литчфилд получил патент на первую в мире съёмную шину. В 1908 году Форд оборудовал автомобиль Model T шинами Goodyear. В 1909 году Goodyear выпустила первые пневматические шины для авиационной техники.
В 1910 году компания освоила производство прорезиненной ткани, которая использовалась в качестве обшивки первых самолётов и дирижаблей. В 1911 году Goodyear начала проектировать дирижабли, а во время Первой мировой войны она поставляла дирижабли и аэростаты наблюдения для армейской авиации США, также производила противогазы и другую оборонную продукцию.
В 1916 Литчфилд нашёл в Финиксе территорию, пригодную для выращивания длинноволокнистого хлопчатника, необходимого для армирования резиновых покрышек. Он выкупил 36 000 акров земли, которые в дальнейшем были подконтрольны возглавляемой им компании Southwest Cotton. В 1920 году компания оказалась в тяжёлом финансовом положении и была спасена от банкротства Goldman Sachs и двумя другими инвестиционными банками.
В 1924 Goodyear и компания Luftschiffbau Zeppelin сформировали совместное предприятие Goodyear-Zeppelin. С 1916 года Goodyear была крупнейшим в мире производителем шин, а с 1926 года — крупнейшим производителем резины; к 1928 году оборот от деятельности в 145 странах превысил 250 млн долларов. В 1928 году для строительства двух крупных дирижаблей для ВМС США был сооружён аэродок, который стал крупнейшей на то время постройкой без внутренних опор. После катастрофы «Гинденбурга» компания прекратила производство дирижаблей, за исключением небольших рекламных.
5 августа 1927 года Goodyear разместила свои акции на Нью-Йоркской фондовой бирже. В 1930 году Goodyear положила начало производству шин низкого давления для небольших самолётов. Основная часть шин компании продавалась через торговую сеть Sears, однако в 1936 году от этого партнёрства пришлось отказаться в результате одного из крупнейших антимонопольных разбирательств в истории США.
Расширение географии деятельности компании началось в 1910 году с Канады, а в 1930-х годах значительно ускорилось, были открыты фабрики в Великобритании, Австралии, Аргентине, Индонезии, Бразилии и Швеции, плантации каучуконосов были созданы в Индонезии, Коста-Рике и Филиппинах. В 1927 году компания запатентовала синтетический каучук Chemigum, через 10 лет из него начала делать шины.
В годы Второй мировой войны компания производила по 200 тыс. противогазов в месяц, а также сделала значительный вклад в производство самолётов Boeing B-29 Superfortress, осуществивших ядерную бомбардировку Хиросимы и Нагасаки. Сотрудничество с Пентагоном продолжилось и после окончания войны, в 1952 году была создана дочерняя компания Goodyear Atomic Corp. и построен завод стоимостью 1,2 млрд долларов для проведения ядерных исследований.
В конце 1950-х годов произошла смена высшего руководства, после чего больший акцент стал делаться на создание положительного образа компании, в частности компания начала поставлять шины для автоспортивных соревнований. В 1960-х годах были построены фабрики во Франции, Италии и Германии. В 1969 году выручка компании достигла 3 млрд долларов, а 5 лет спустя превысила 5 млрд долларов, предприятия имелись в 34 странах. В 1976 году произошла самая продолжительная забастовка рабочих резиновой промышленности США, она продлилась 130 дней, в ней приняли участие 22 тыс. сотрудников Goodyear. В 1978 году первый завод Goodyear в Акроне был трансформирован в технический центр по исследованиям и проектированию. В 1983 году была куплена нефтегазовая компания Celeron, наиболее знаменитая строительством нефтепровода, связавшего Техас и Калифорнию стоимостью 1 млрд долларов и протяжённостью 2 тыс. км (All-American Pipeline). В 1985 году глобальная выручка компании превысила 10 млрд долларов. В 1990 году компания впервые с 1932 года показала убыток, а также уступила место крупнейшего производителя шин французской Michelin; одной из причин проблем была попытка враждебного поглощения со стороны британского финансиста Джеймса Голдсмита, приобретённые им акции пришлось выкупать с большой наценкой по сравнению с биржевым курсом. Положение компании удалось восстановить сокращением 10 % рабочих и началом выпуска новых моделей шин, в частности всесезонной Aquatread, которая пользовалась большим спросом. В 1993 году было создано совместное предприятие в Индии, а в следующем году — в КНР. В 1996 году был куплен польский производитель шин TC Debica. В 1997 году было создано совместное предприятие с японской Sumitomo Rubber Industries. В 1998 году Celeron вместе с нефтепроводом была продана.

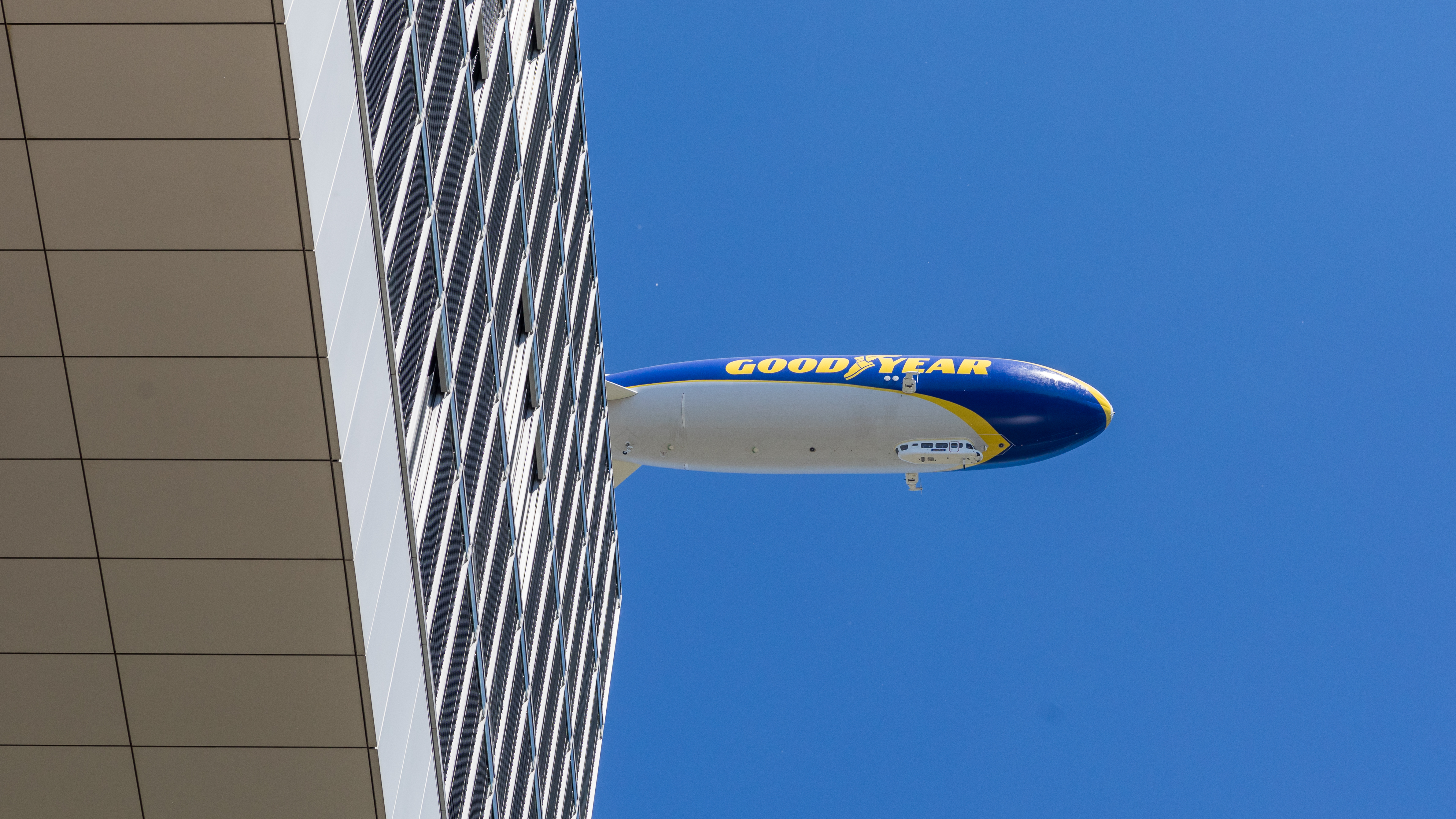
Дирижабль Zeppelin NT с рекламой Goodyear над Кёльном

В июне 2021 года было завершено поглощение компании Cooper Tire & Rubber Company, сумма сделки составила 3,1 млрд долларов.

## Деятельность
Компания производит и продаёт шины для легковых и грузовых автомобилей, автобусов, мотоциклов, сельскохозяйственной и горнодобывающей техники и самолётов, оказывает услуги по восстановлению шин и техническому обслуживанию автотранспорта, осуществляет торговлю натуральным каучуком и химической продукцией. Производственные мощности компании насчитывают 57 предприятий в 23 странах. Основные научно-исследовательские центры находятся в Акроне (Огайо) и Люксембурге.
Объём продаж в 2021 году составил 169,3 млн шин (из них 35,2 млн — на новые автомобили, остальные на замену старых шин); на США пришлось 64,9 млн проданных шин.
Подразделения по состоянию на 2021 год:
- Америка — основными рынками являются США и Бразилия, выручка 10,05 млрд долларов.
- Европа, Ближний Восток и Африка — основным рынком является Германия, выручка 5,24 млрд долларов.
- Азиатско-Тихоокеанский регион — основными рынками являются Китай и Австралия, выручка 2,18 млрд долларов.

### Продукция военного назначения
- Goodyear Marine Products, Акрон, Огайо — мини-субмарины — имитаторы подводных лодок[11]
- Motor Wheel Corp., Лансинг, Мичиган — колёса и катки для бронетехники, танков M48.

## Научная деятельность
В 1909 году Goodyear изобрела пневматическую авиашину.
Разработка кольцеобразных (в форме бублика) надувных посадочных платформ для пилотируемых и беспилотных космических миссий на Луну и другие планеты (1961);
Проекты орбитальных космических станций сферической, тороидной, эллипсоидной, параболоидной, цилиндрической и другой формы (в том числе вращающиеся вокруг своей оси конструкции в форме бублика) из полимерных материалов (1961).
В 1974 году сотрудник исследовательского центра Goodyear Пол Флори стал лауреатом Нобелевской премии в области исследования полимеров.
В 1970-е годы Goodyear участвовала в разработке первого искусственного сердца.
В 2009 году в сотрудничестве с NASA приступили к разработке шин, которые могут использоваться на Марсе и на Луне.
Шины Goodyear — первые шины, побывавшие на Луне. В 1971 году луноход Аполлон-14, экипированный шинами Goodyear XLT, осуществил посадку на Луну. В 2010 году Goodyear получила награду R&D 100 Award за разработку безвоздушных шин, которые могут использоваться на крупных транспортных средствах на Марсе и Луне.
6 марта на Женевском автосалоне компания Goodyear представила концепцию автомобильных шин, которые могут как ездить по земле, так и обеспечивать движение по воздуху.

### Награды и рейтинги
Технология по поддержанию стабильного давления в шинах Air Maintenance Technology:
- вошла в список «Лучшие инновации года» по версии журнала Time[18]
- включена в список самых многообещающих технологий по версии журнала Car&Driver[19]
- названа инновационным прорывом журналом Popular Mechanic

Компания трижды вошла в Top 100 всемирных инноваторов по версии Thomson Reuters.
В 2008 году Goodyear стала одной из самых уважаемых компаний Америки по версии журнала Forbes и аналитического ресурса Reputation Institute. Goodyear заняла 16-е место в ежегодном списке компаний с лучшей репутацией в США по версии Forbes.
В тот же год журнал Fortune назвал Goodyear самым успешным производителем автомобильных запчастей. Audit Integrity Inc. и журнал Forbes поместили Goodyear на шестое место в списке самых надёжных компаний Америки. Журнал The Wall Street Journal назвал Goodyear одной из самых доходных для акционеров компаний в автомобильной категории. Goodyear также вошла в Top 100 социально ответственных компаний по версии журнала CRO.

## Goodyear в автоспорте

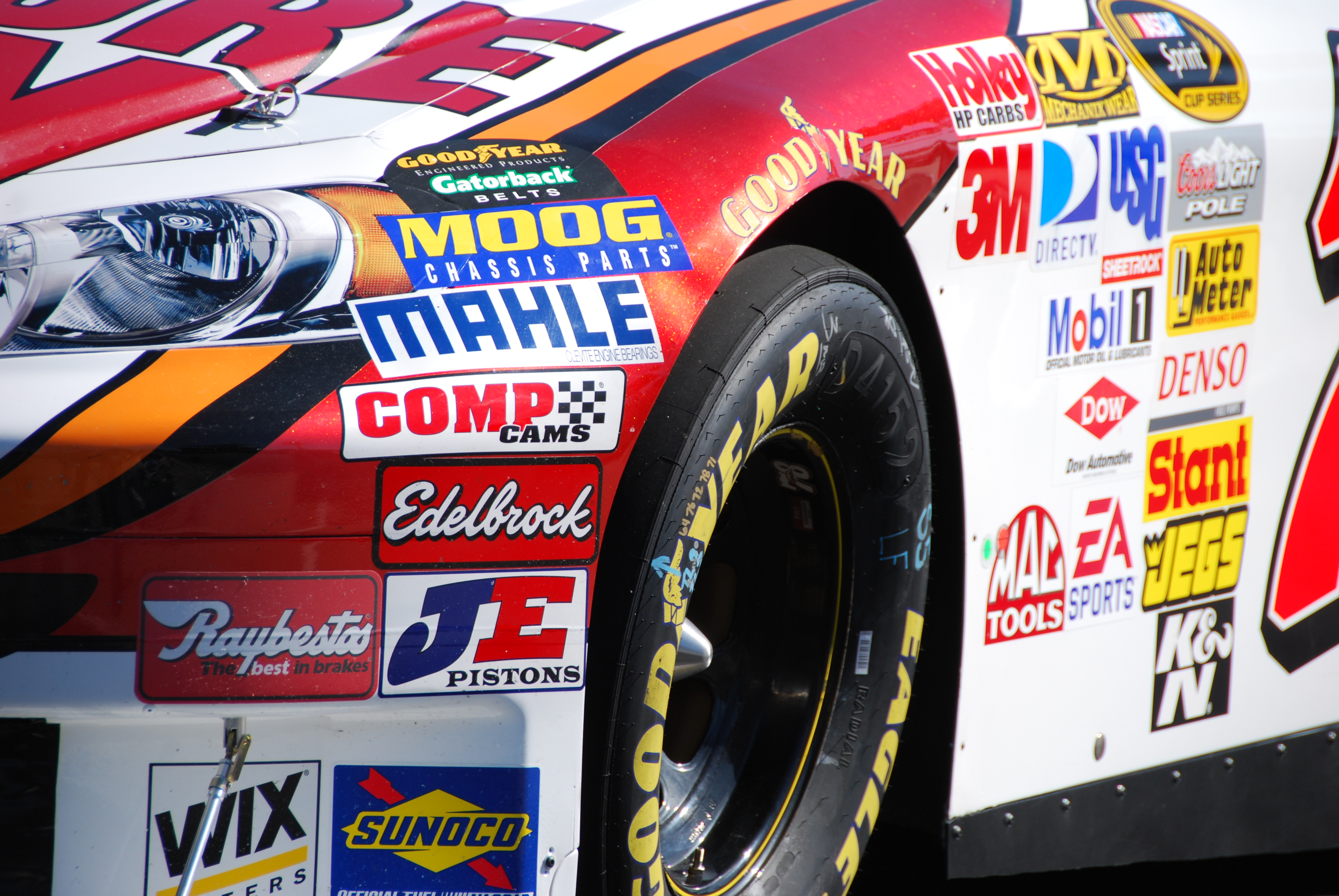
Шина гоночного автомобиля NASCAR

Goodyear является самым успешным поставщиком шин для чемпионатов мира Формулы-1. За период участия, с сезона 1964 по сезон 1998 годов, на шинах компании были установленные абсолютные рекорды по количеству стартов (492), побед (368), поул-позиций (358), лучших кругов (362). В настоящее время Goodyear — эксклюзивный поставщик шин для гонок серии NASCAR.

## В России
Goodyear имела представительство в России с 1993 года. У Goodyear был центральный офис в Москве и склад шин в Московской области. В России находилось более 100 сервисных центров сети Truck Force, созданной Goodyear. С 2014 года в Краснодарском крае функционировал завод, восстанавливающий грузовые шины. Продукция производится под брендом Next Tread (принадлежит компании Goodyear).
С 2022 года Goodyear прекратила поставки в Россию, а её представительство приостановило работу.

## В Германии
Производитель шин заявил (2023), что его заводы в Фюрстенвальде и Фульде будут закрыты навсегда (1800 рабочих мест).
В Германии у компании есть еще 3 производственные площадки, в Ханау, Ризе и Виттлихе.